# Скотт, Бланш
Бланш Скотт (англ. Blanche Scott, полное имя Blanche Stuart Scott, известна как Бетти Скотт (Betty Scott); 1884—1970) — американская авиатриса, сценарист, продюсировала и выступала на радиошоу.

## Биография
Родилась 8 апреля 1884 года в Рочестере, штат Нью-Йорк, в семье Джона и Белль Скотт. Её отец (1838—1903) был успешным бизнесменом, который производил и продавал патентованные лекарства.
Бланш была одним из первых энтузиастов-автомобилистов. Отец купил ей машину, и она каталась на ней по городу до того, как были введены минимальные возрастные ограничения на вождение автотранспорта. Окончила пансион для девушек.

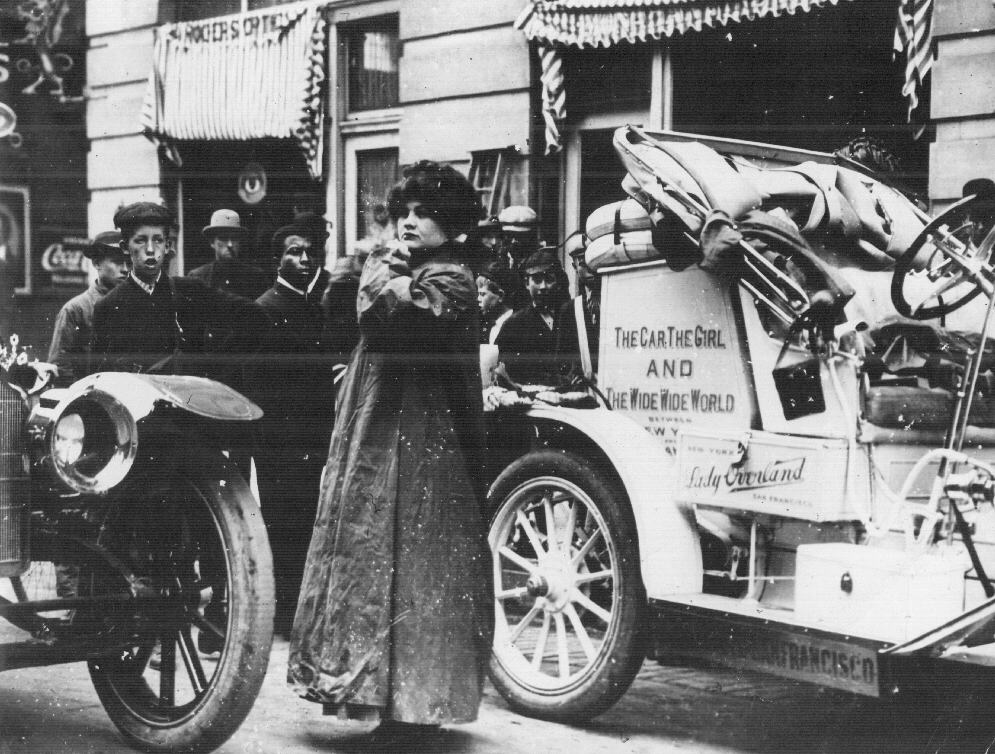
Бланш Скотт на остановке в Толедо во время автопробега

В 1910 году Бланш Скотт стала второй женщиной после Элис Рэмси, которая проехала на автомобиле по Соединённым Штатам из Нью-Йорка в Сан-Франциско. Эту поездку спонсировала компания Willys-Overland, автомобиль был назван «Lady Overland». Бланш Скотт и её пассажирка — репортер Гертруда Филлипс (жена американского художника-модерниста Эдварда Маниго), покинули Нью-Йорк 16 мая 1910 года и прибыли в Сан-Франциско 23 июля 1910 года.
Публичность и шумиха вокруг этого автомобильного путешествия привлекла к Бланш внимание Джерома Фанчулли (Jerome Fanciulli) и Гленна Кёртисса, которые согласились дать ей уроки полетов в воздухе в Хаммондспорте, штат Нью-Йорк. Она была единственной женщиной, инструктором которой являлся непосредственно Кёртисс. Он установил ограничитель на дроссельную заслонку самолёта, в котором находилась Бланш Скотт, чтобы он не набирал достаточную скорость, чтобы взлететь, пока она самостоятельно практиковалась в рулении. 6 сентября 1910 года либо ограничитель сдвинулся, либо порыв ветра поднял биплан, и он взлетел на высоту порядка сорока футов, прежде чем совершил плавную посадку. Её полет был коротким и, возможно, непреднамеренным, но Бланш Скотт упоминается организацией Early Birds of Aviation как первая женщина, которая пилотировала и самостоятельно управляла самолётом в Соединенных Штатах, хотя полет Бессики Райч 16 сентября этого же года состоялся при большом количестве свидетелей и был аккредитован Американским авиационным обществом как первый полёт американской женщины на аэроплане.
Впоследствии Бланш Скотт стала профессиональным пилотом. 24 октября 1910 года она дебютировала в качестве члена выставочной команды Curtiss на авиасалоне в Форт-Уэйне, штат Индиана, став первой женщиной-авиатором на публичных мероприятиях в США. За свои выставочные полеты она получила прозвище «Воздушный сорванец» («Tomboy of the Air»), стала опытным пилотом-каскадером. В 1911 году она стала первой женщиной в Америке, совершившей беспосадочный перелет на 60 миль. В 1912 году Скотт подписала контракт с Гленном Мартином (в этом же году Мартин основал авиастроительную компанию, которая сегодня известна как Lockheed Martin) и стала первой женщиной летчиком-испытателем. Испытывала его самолёты. В 1913 году она присоединилась к выставочной авиационной команде Ward exhibition team. Прекратила полёты в 1916 году.
В 1930-е годы Бланш Скотт работала сценаристом в компаниях RKO Pictures, Universal Pictures и Warner Brothers. Создавала, продюсировала и выступала на радиошоу, транслируемых в Калифорнии. 6 сентября 1948 года Скотт стала первой американкой, которая была пассажиром реактивного самолёта TF-80C, пилотируемого Чаком Йегером. В 1954 году она стала работать в Национальном музее ВВС США, занимаясь приобретением ранних авиационных экспонатов.
Умерла 12 января 1970 года в родном городе. Была кремирована в Mount Hope Cemetery и похоронена на рочестерском кладбище Riverside Cemetery.
30 декабря 1980 года Почтовая служба США выпустила марку и конверты первого дня, посвященные достижениям Бланш Скотт в авиации. В 2005 году она была занесена в Национальный зал женской славы.